# Potentil·la
Potentil·la (Potentilla) és un gènere de plantes angiospermes de la família de les rosàcies (Rosaceae). Són plantes natives de les zones de climes temperats, subàrtics i de les muntanyes tropicals.

## Particularitats
Moltes espècies del gènere Potentilla són plantes medicinals, amb propietats hemostàtiques, entre d'altres. Llur nom prové del llatí potentia, força.
Arran de recerques recents, aquest gènere també inclou les plantes del gènere Duchesnea, que abans es considerava un gènere separat, com la maduixera de l'Índia, Potentilla indica (Andrews) Th.Wolf., abans Duchesnea indica (Andrews) Focke.
Per altra banda, d'altres plantes que abans formaven part del gènere Potentilla, han passat a esser classificades en els gèneres Dasiphora, Drymocallis, Comarum i Sibbaldiopsis.

## Espècies dels Països Catalans[4]
Potentilla fruticosa, P.rupestris, P. pensylvannica, P. palustris, P. cinerea, P erecta, P. frigida, P. brauneana, P. grandiflora, P. montana, P. sterilis, P. micrantha, P. alchemilloides, P. argentea, P. inclinata, P. reptans, P. caulescens, P. hirta, P. recta, P. neumanniana, P. chrysantha, P. crantzii, P. aurea i P. pyrenaica. 

## Taxonomia
Aquest gènere va ser publicat per primer cop l'any 1753 al primer volum de l'obra Species Plantarum del botànic suec Carl von Linné (1707-1778).
La història taxonòmica d'aquest gènere és complexa, amb molts canvis al llarg del temps. Quan Linné el va publicar ja era un gènere àmpliament reconegut, però amb d'altres noms com ara Argentina, Pentaphyllum, Pentaphylloides o Quinquefolium, l'acceptació de Potentilla com a denominació va ser conseqüència de la decisió del Congrés internacional de botànica de Viena del 1905 d'adoptar l'obra Species plantarum (1753) de Linné com a punt inicial de la nomenclatura de les plantes amb flors.

### Espècies
Dins del gènere Potentilla es reconeixen les 510 espècies següents:
- Potentilla acaulis L.
- Potentilla adenotricha Vodop.
- Potentilla adriatica Murb.
- Potentilla agrimonioides M.Bieb.
- Potentilla alba L.
- Potentilla albiflora L.O.Williams
- Potentilla alborzensis Faghir & Attar
- Potentilla alchimilloides Lapeyr.
- Potentilla algida Soják
- Potentilla alpicola De la Soie
- Potentilla alsatica T.Gregor
- Potentilla altaica Bunge
- Potentilla ambigens Greene
- Potentilla amicarum Ertter
- Potentilla anachoretica Soják
- Potentilla anadryensis Juz.
- Potentilla anadyrensis Juz.
- Potentilla anatolica Peșmen
- Potentilla ancistrifolia Bunge
- Potentilla anemonifolia Lehm.
- Potentilla angelliae N.H.Holmgren
- Potentilla anglica Laichard.
- Potentilla angustiloba T.T.Yu & C.L.Li
- Potentilla apennina Ten.
- Potentilla aperta J.T.Howell
- Potentilla arcadiensis Iatroú
- Potentilla arctica Rouy
- Potentilla arenosa (Turcz.) Juz.
- Potentilla argaea Boiss. & Balansa
- Potentilla argentea L.
- Potentilla argenteiformis Kauffm.
- Potentilla argyrocoma (Rydb.) Jeps.
- Potentilla argyroloma Boiss. & Hohen.
- Potentilla argyrophylla Wall. ex Lehm.
- Potentilla arizonica Greene
- Potentilla articulata Franch.
- Potentilla asiae-mediae Ovcz. & Kochk.
- Potentilla asiatica (Th.Wolf) Juz.
- Potentilla asinaria Maire
- Potentilla aspegrenii Kurtto
- Potentilla asperrima Turcz.
- Potentilla assalemica Soják
- Potentilla asterotricha Soják
- Potentilla astracanica Jacq.
- Potentilla astragalifolia Bunge
- Potentilla asturica Rothm.
- Potentilla atrosanguinea G.Lodd.
- Potentilla aucheriana Th.Wolf ex Bornm.
- Potentilla aurea L.
- Potentilla bactriana Soják
- Potentilla baekdusanensis M.Kim
- Potentilla baileyi (S.Watson) Greene
- Potentilla balansae Peșmen
- Potentilla bannehalensis Cambess.
- Potentilla basaltica Tiehm & Ertter
- Potentilla beringensis Jurtzev
- Potentilla beringii Jurtzev
- Potentilla betonicifolia Poir.
- Potentilla bhutanica Ludlow
- Potentilla bicrenata Rydb.
- Potentilla biennis Greene
- Potentilla biflora D.F.K.Schltdl.
- Potentilla bimundorum Soják
- Potentilla bipinnatifida Douglas ex Hook.
- Potentilla bolanderi (A.Gray) Greene
- Potentilla bornmuelleri Borbás
- Potentilla botschantzeviana Adylov
- Potentilla brachypetala Fisch. & C.A.Mey. ex Lehm.
- Potentilla brauneana (DC.) Hoppe ex Nestl.
- Potentilla brevifolia Nutt.
- Potentilla brevifoliolata P.D.Sell
- Potentilla breweri S.Watson
- Potentilla bruceae Rydb.
- Potentilla bryoides Soják
- Potentilla buccoana Clementi
- Potentilla bungei Boiss.
- Potentilla butandae Rzed. & Calderón
- Potentilla butkovii Botsch.
- Potentilla calabra Ten.
- Potentilla californica (Cham. & Schltdl.) Greene
- Potentilla caliginosa Soják
- Potentilla callida H.M.Hall
- Potentilla camillae Kolak.
- Potentilla campestris (M.E.Jones) Jeps.
- Potentilla canadensis L.
- Potentilla candicans Humb. & Bonpl. ex Nestl.
- Potentilla cappadocica Boiss.
- Potentilla carniolica A.Kern.
- Potentilla cathaclines Lehm.
- Potentilla caulescens L.
- Potentilla centigrana Maxim.
- Potentilla chamaeleo Soják
- Potentilla chamissonis Hultén
- Potentilla chinensis Ser.
- Potentilla chionea Soják
- Potentilla chrysantha Trevir.
- Potentilla cinerea Chaix ex Vill.
- Potentilla clandestina Soják
- Potentilla clarkei Hook.f.
- Potentilla clevelandii Greene
- Potentilla clusiana Jacq.
- Potentilla coelestis Gilli
- Potentilla collettiana Aitch. & Hemsl.
- Potentilla concinna Richardson
- Potentilla conferta Bunge
- Potentilla congdonis (Rydb.) Mosyakin & Shiyan
- Potentilla congesta (Douglas ex Hook.) Baill.
- Potentilla coreana Soják
- Potentilla coriandrifolia G.Don
- Potentilla cottamii N.H.Holmgren
- Potentilla crantzii (Crantz) Beck ex Fritsch
- Potentilla crassinervia Viv.
- Potentilla crebridens Juz.
- Potentilla crenulata T.T.Yu & C.L.Li
- Potentilla crinita A.Gray
- Potentilla cristae Ferlatte & Strother
- Potentilla cryptocaulis Clokey
- Potentilla cryptophila Bornm.
- Potentilla cryptotaeniae Maxim.
- Potentilla curviseta Hook.f.
- Potentilla czerepninii Krasnob.
- Potentilla darvazica Juz.
- Potentilla daucifolia Greene
- Potentilla delavayi Franch.
- Potentilla delphinensis Gren. & Godr.
- Potentilla demotica Ertter
- Potentilla dentata Forssk.
- Potentilla deorum Boiss. & Heldr.
- Potentilla desertorum Bunge
- Potentilla detommasii Ten.
- Potentilla dickinsii Franch. & Sav.
- Potentilla discipulorum P.H.Davis
- Potentilla discolor Bunge
- Potentilla divaricata DC.
- Potentilla diversidentata Faghir & Naqinezhad
- Potentilla divina Albov
- Potentilla doddsii P.H.Davis
- Potentilla doerfleri Wettst.
- Potentilla dombeyi Nestl.
- Potentilla doubjonneana Cambess.
- Potentilla douglasii Greene
- Potentilla drummondii Lehm.
- Potentilla durangensis Rydb.
- Potentilla effusa Douglas ex Lehm.
- Potentilla ehrenbergiana Schltdl.
- Potentilla ekaterinae Kamelin ex Kechaykin
- Potentilla elatior Willd. ex D.F.K.Schltdl.
- Potentilla elegans Cham. & Schltdl.
- Potentilla elegantissima Polozhij
- Potentilla elvendensis Boiss.
- Potentilla emilii-popii Nyár.
- Potentilla erecta (L.) Raeusch.
- Potentilla eriocarpa Wall. ex Lehm.
- Potentilla eversmanniana Fisch. ex Ledeb.
- Potentilla evestita Th.Wolf
- Potentilla exigua Soják
- Potentilla exsul Standl.
- Potentilla exuta Soják
- Potentilla fedtschenkoana Siegfr. ex Th.Wolf
- Potentilla ferganensis Soják
- Potentilla flabellata Regel & Schmalh.
- Potentilla flabellifolia Hook. ex Torr. & A.Gray
- Potentilla flaccida Th.Wolf ex Bornm.
- Potentilla flagellaris D.F.K.Schltdl.
- Potentilla foersteriana Lauterb.
- Potentilla fragarioides L.
- Potentilla fragiformis Willd. ex D.F.K.Schltdl.
- Potentilla freyniana Bornm.
- Potentilla friesenii Kechaykin & Shmakov
- Potentilla frigida Vill.
- Potentilla fulgens Wall. ex Sims
- Potentilla furcata A.E.Porsild
- Potentilla gageodoensis M.Kim
- Potentilla gaubaeana Bornm.
- Potentilla geranioides Willd.
- Potentilla gerardiana Lindl. ex Lehm.
- Potentilla glaucescens Willd. ex D.F.K.Schltdl.
- Potentilla glaucophylla Lehm.
- Potentilla gobica Soják
- Potentilla goldmanii J.H.Painter
- Potentilla gordonii (Hook.) Greene
- Potentilla gracilis Douglas ex Hook.
- Potentilla gracillima Kamelin
- Potentilla grammopetala Moretti
- Potentilla grandiflora L.
- Potentilla granulosa T.T.Yu & C.L.Li
- Potentilla grayi S.Watson
- Potentilla greuteriana Kyriak., Kamari, Kofinas & Phitos
- Potentilla griffithii Hook.f.
- Potentilla grisea Juz.
- Potentilla guilliermondii Emb. & Maire
- Potentilla haematochrus Lehm.
- Potentilla haynaldiana Janka
- Potentilla hebiichigo Yonek. & H.Ohashi
- Potentilla hendersonii (Howell) J.T.Howell
- Potentilla heptaphylla L.
- Potentilla heterosepala Fritsch
- Potentilla heynei Roth
- Potentilla hickmanii Eastw.
- Potentilla hippiana Lehm.
- Potentilla hirta L.
- Potentilla hispanica Zimmeter
- Potentilla hispidula (Rydb.) Jeps.
- Potentilla holmgrenii D.F.Murray & Elven
- Potentilla hololeuca Boiss.
- Potentilla hookeriana Lehm.
- Potentilla horrida Rydb.
- Potentilla howellii Greene
- Potentilla hubsugulica Soják
- Potentilla hudsonii Ertter
- Potentilla humifusa Willd. ex D.F.K.Schltdl.
- Potentilla humillis Mozaff.
- Potentilla hyparctica Malte
- Potentilla hypargyrea Hand.-Mazz.
- Potentilla ikonnikovii Juz.
- Potentilla imerethica Gagnidze & Sokhadze
- Potentilla incana P.Gaertn., B.Mey. & Scherb.
- Potentilla inclinata Vill.
- Potentilla indica (Andrews) Th.Wolf
- Potentilla inopinata Soják
- Potentilla iranica (Rech.f.) Schiman-Czeika
- Potentilla isaurica (P.H.Davis) Pawł.
- Potentilla jaegeri (Munz & I.M.Johnst.) L.C.Wheeler
- Potentilla jenissejensis Polozhij & W.A.Smirnova
- Potentilla jepsonii Ertter
- Potentilla jiaozishanensis Huan C.Wang & Z.R.He
- Potentilla johanniniana Goiran
- Potentilla johnstonii Soják
- Potentilla junatovii Rudaya & A.L.Ebel
- Potentilla kamelinii Lazkov
- Potentilla karakoramica Soják
- Potentilla karatavica Juz.
- Potentilla kashmirica Hook.f.
- Potentilla khanminczunii Keczaykin & Shmakov
- Potentilla kingii (S.Watson) Greene
- Potentilla kionaea Halácsy
- Potentilla komaroviana Th.Wolf
- Potentilla kotschyana Fenzl
- Potentilla kryloviana Th.Wolf
- Potentilla kulabensis Th.Wolf
- Potentilla kuramensis Th.Wolf
- Potentilla kurdica Boiss. & Hohen.
- Potentilla kuznetzowii (Govor.) Juz.
- Potentilla lancinata Cardot
- Potentilla lasiodonta Rydb.
- Potentilla lazica Boiss. & Balansa
- Potentilla leonina Standl.
- Potentilla leptopetala Lehm.
- Potentilla leschenaultiana Ser.
- Potentilla leucopolitana P.J.Müll.
- Potentilla libanotica Boiss.
- Potentilla lignipes Rusby
- Potentilla limprichtii J.Krause
- Potentilla lindackeri Tausch
- Potentilla lindleyi Greene
- Potentilla lipskyana Th.Wolf
- Potentilla litoralis Rydb.
- Potentilla lomakinii Grossh.
- Potentilla longibracteata (Ertter) Mosyakin & Shiyan
- Potentilla longifolia Willd. ex D.F.K.Schltdl.
- Potentilla longipes Ledeb.
- Potentilla luteosericea Rydb.
- Potentilla lycopodioides (A.Gray) Baill. ex J.T.Howell
- Potentilla macdonaldii B.L.Turner
- Potentilla macounii Rydb.
- Potentilla macrosepala Cardot
- Potentilla makaluensis H.Ikeda & H.Ohba
- Potentilla mallota Boiss.
- Potentilla marinensis (Elmer) J.T.Howell
- Potentilla martjanowii Polozhij
- Potentilla maryae Ertter & Mansfield
- Potentilla matsumurae Th.Wolf
- Potentilla maura Th.Wolf
- Potentilla megalantha Takeda
- Potentilla mexiae Standl.
- Potentilla meyeri Boiss.
- Potentilla micheneri Greene
- Potentilla micrantha Ramond ex DC.
- Potentilla microdons Schur
- Potentilla millefolia Rydb.
- Potentilla modesta Rydb.
- Potentilla mollissima Lehm.
- Potentilla monanthes Lindl. ex Lehm.
- Potentilla mongolica Krasch.
- Potentilla montana Brot.
- Potentilla montenegrina Pant.
- Potentilla morefieldii Ertter
- Potentilla morrisonensis Hayata
- Potentilla muirii (A.Gray) Greene
- Potentilla mujensis Kurbatski
- Potentilla multicaulis Bunge
- Potentilla multiceps T.T.Yu & C.L.Li
- Potentilla multifida L.
- Potentilla multifoliolata (Torr.) Kearney & Peebles
- Potentilla multijuga Lehm.
- Potentilla multisecta (S.Watson) Rydb.
- Potentilla nana Kunth ex Nestl.
- Potentilla nanopetala A.R.Bean
- Potentilla neglecta Baumg.
- Potentilla nepalensis Hook.
- Potentilla nervosa Juz.
- Potentilla nevadensis Boiss.
- Potentilla newberryi A.Gray
- Potentilla nicicii Adamović
- Potentilla niponica Th.Wolf
- Potentilla nitida L.
- Potentilla nivalis Lapeyr.
- Potentilla nivea L.
- Potentilla nordmanniana Ledeb.
- Potentilla norvegica L.
- Potentilla nubigena Greene
- Potentilla nuda Boiss.
- Potentilla nurensis Boiss. & Hausskn.
- Potentilla oaxacana Rydb.
- Potentilla oblanceolata Rydb.
- Potentilla olchonensis Peschkova
- Potentilla omeiensis (T.T.Yu & C.L.Li) Soják
- Potentilla ornithopoda Tausch
- Potentilla osterhoutii (A.Nelson) J.T.Howell
- Potentilla ovina Macoun
- Potentilla oweriniana Rupr. ex Boiss.
- Potentilla ozjorensis Peschkova
- Potentilla pamirica Th.Wolf
- Potentilla pamiroalaica Juz.
- Potentilla paniculata (T.W.Nelson & J.P.Nelson) Mosyakin & Shiyan
- Potentilla panigrahiana Dikshit
- Potentilla pannosa Boiss. & Hausskn.
- Potentilla parryi (Greene) Greene
- Potentilla patellifera J.T.Howell
- Potentilla patula Waldst. & Kit.
- Potentilla paucidentata P.D.Sell
- Potentilla paucidenticula Charit.
- Potentilla paucijuga Rydb.
- Potentilla pedata Willd. ex Hornem.
- Potentilla pendula T.T.Yu & C.L.Li
- Potentilla penniphylla Soják
- Potentilla pensylvanica L.
- Potentilla persica Boiss. & Hausskn.
- Potentilla petraea Willd. ex D.F.K.Schltdl.
- Potentilla pickeringii (Torr. ex A.Gray) Greene
- Potentilla pimpinelloides L.
- Potentilla pindicola Hausskn.
- Potentilla pityocharis (Ertter) Mosyakin & Shiyan
- Potentilla plattensis Nutt.
- Potentilla plumosa T.T.Yu & C.L.Li
- Potentilla plurijuga Hand.-Mazz.
- Potentilla porphyrantha Juz.
- Potentilla potaninii Th.Wolf
- Potentilla poteriifolia Boiss.
- Potentilla praecox F.W.Schultz
- Potentilla pseudosericea Rydb.
- Potentilla pseudosimulatrix W.B.Liao, Si Feng Li & Z.Y.Yu
- Potentilla pteropoda Royle
- Potentilla puberula Krašan
- Potentilla pulchella R.Br.
- Potentilla pulcherrima Lehm.
- Potentilla pulvinaris Fenzl
- Potentilla pulviniformis A.P.Khokhr.
- Potentilla purpurascens (S.Watson) Greene
- Potentilla purpurea (Royle) Hook.f.
- Potentilla pusilla Host
- Potentilla pyrenaica Ramond ex DC.
- Potentilla queretarensis Rzed. & Calderón
- Potentilla radiata Lehm.
- Potentilla ranunculoides Humb. & Bonpl. ex Nestl.
- Potentilla recta L.
- Potentilla regeliana Th.Wolf
- Potentilla reptans L.
- Potentilla reuteri Boiss.
- Potentilla rhenana P.J.Müll. ex Zimmeter
- Potentilla rhyolitica Ertter
- Potentilla rhypara (Ertter & Reveal) Mosyakin & Shiyan
- Potentilla richardii Lehm.
- Potentilla rigidula Th.Wolf
- Potentilla rigoana Th.Wolf
- Potentilla rimicola (Munz & I.M.Johnst.) Ertter
- Potentilla riparia Murata
- Potentilla rivalis Nutt.
- Potentilla robbinsiana Oakes ex Torr. & A.Gray
- Potentilla rosulifera H.Lév.
- Potentilla rubella T.J.Sørensen
- Potentilla rubra Willd. ex D.F.K.Schltdl.
- Potentilla rubricaulis Lehm.
- Potentilla rudolfii Keczaykin & Shmakov
- Potentilla rupifraga A.P.Khokhr.
- Potentilla rupincola Osterh.
- Potentilla ruprechtii Boiss.
- Potentilla rydbergii (Elmer) Mosyakin & Shiyan
- Potentilla saalae T.Gregor & Korsch
- Potentilla sabulosa M.E.Jones
- Potentilla sajanensis Polozhij
- Potentilla salsa Yu.A.Kotukhov
- Potentilla sangedehensis Faghir & Naqinezhad
- Potentilla sanguinea Rydb.
- Potentilla sanguisorba Willd. ex D.F.K.Schltdl.
- Potentilla santolinoides (A.Gray) Greene
- Potentilla saposhnikovii Kurbatski
- Potentilla saundersiana Royle
- Potentilla savvalensis Pawł.
- Potentilla saxifraga Ardoino ex De Not.
- Potentilla saximontana Rydb.
- Potentilla saxosa Lemmon & S.A.Lemmon ex Greene
- Potentilla schmakovii Kechaykin
- Potentilla schrenkiana Regel
- Potentilla schultzii P.J.Müll. ex F.W.Schultz
- Potentilla scotica P.D.Sell
- Potentilla seidlitziana Bien.
- Potentilla sergievskajae Peschkova
- Potentilla sericata (S.Watson) Greene
- Potentilla sericea L.
- Potentilla sericoleuca (Rydb.) J.T.Howell
- Potentilla serrata Soják
- Potentilla setosa (S.Watson) Mosyakin & Shiyan
- Potentilla shockleyi (S.Watson) Jeps.
- Potentilla sierrae-blancae Wooton & Rydb.
- Potentilla sikkimensis Prain
- Potentilla silesiaca R.Uechtr.
- Potentilla simplex Michx.
- Potentilla simulatrix Th.Wolf
- Potentilla sinonivea Hultén
- Potentilla sischanensis Bunge ex Lehm.
- Potentilla smirnovii Kechaykin
- Potentilla sommerfeltii Lehm.
- Potentilla soongorica Bunge
- Potentilla speciosa Willd.
- Potentilla sphenophylla Th.Wolf
- Potentilla spodiochlora Soják
- Potentilla squamosa Soják
- Potentilla staminea Rydb.
- Potentilla stanjukoviczii Ovcz. & Kochk.
- Potentilla stepposa Soják
- Potentilla sterilis (L.) Garcke
- Potentilla stewartiana Shah & Wilcock
- Potentilla stipularis L.
- Potentilla stolonifera Lehm. ex Ledeb.
- Potentilla straussii (Bornm.) Bornm.
- Potentilla suavis Soják
- Potentilla subarenaria Borbás ex Zimmeter
- Potentilla subgorodkovii Jurtzev
- Potentilla subjuga Rydb.
- Potentilla sublaevis O.Schwarz
- Potentilla subpalmata Ledeb.
- Potentilla subvahliana Jurtzev
- Potentilla subviscosa Greene
- Potentilla sundaica (Blume) W.Theob.
- Potentilla sunhangii D.G.Zhang, Heng C.Wang & T.Deng
- Potentilla supina L.
- Potentilla szovitsii Th.Wolf
- Potentilla tanacetifolia Willd. ex D.F.K.Schltdl.
- Potentilla taronensis C.Y.Wu ex T.T.Yu & C.L.Li
- Potentilla taurica Willd. ex D.F.K.Schltdl.
- Potentilla tenuis (Hand.-Mazz.) Soják
- Potentilla tephroleuca Th.Wolf
- Potentilla tephroserica Juz.
- Potentilla tergemina Soják
- Potentilla tericholica Sobolevsk.
- Potentilla tetrandra (Bunge) Hook.f.
- Potentilla thurberi A.Gray
- Potentilla thuringiaca Bernh. ex Link
- Potentilla thyrsiflora Hülsen ex Zimmeter
- Potentilla tianschanica Th.Wolf
- Potentilla tilingii (Regel) Greene
- Potentilla togasii Ohwi
- Potentilla tollii Trautv.
- Potentilla tommasiniana F.W.Schultz
- Potentilla tornezyana Maire
- Potentilla townsendii Rydb.
- Potentilla toyamensis Naruh. & Tak.Sato
- Potentilla tridentula Velen.
- Potentilla truncata (Rydb.) Jeps.
- Potentilla tschimganica Soják
- Potentilla tschukotica Jurtzev ex V.V.Petrovsky
- Potentilla tuberculifera J.Z.Dong
- Potentilla tucumanensis A.Castagnaro & M.Arias bis
- Potentilla tularensis J.T.Howell
- Potentilla turczaninowiana Stschegl.
- Potentilla turfosoides H.Ikeda & H.Ohba
- Potentilla turgaica Soják
- Potentilla tuvinica Artemov
- Potentilla tweedyi (Rydb.) J.T.Howell
- Potentilla tytthantha (Soják) Kechaykin
- Potentilla uliginosa B.C.Johnst. & Ertter
- Potentilla umbrosa Steven ex M.Bieb.
- Potentilla unguiculata (A.Gray) Hook.f.
- Potentilla uniflora Ledeb.
- Potentilla utahensis (S.Watson) Greene
- Potentilla vahliana Lehm.
- Potentilla valderia L.
- Potentilla varzobica Kamelin
- Potentilla velutina Lehm.
- Potentilla verna L.
- Potentilla versicolor Rydb.
- Potentilla verticillaris Stephan ex Willd.
- Potentilla villosa Pall. ex Pursh
- Potentilla virgata Lehm.
- Potentilla visianii Pančić
- Potentilla volgarica Juz.
- Potentilla vorobievii Nechaeva & Soják
- Potentilla vulcanicola Juz.
- Potentilla vvedenskyi Botsch.
- Potentilla webberi (A.Gray) Greene
- Potentilla weddellii J.F.Macbr.
- Potentilla wheeleri S.Watson
- Potentilla wilderae (Parish) Munz & I.M.Johnst.
- Potentilla wimanniana Günther & Schummel
- Potentilla wismariensis T.Gregor & Henker
- Potentilla wrangelii V.V.Petrovsky
- Potentilla xizangensis T.T.Yu & C.L.Li
- Potentilla yadonii (Ertter) Mosyakin & Shiyan
- Potentilla zhangbeiensis Y.T.Chang & Z.T.Yin

### Híbrids
S'han descrit els següents híbrids naturals:
- Potentilla × acervata Soják
- Potentilla × ala-arczae Soják
- Potentilla × angarensis Popov
- Potentilla × approximata Bunge
- Potentilla × aurantiaca Soják
- Potentilla × beckii Murr
- Potentilla × bishkekensis Soják
- Potentilla × blanda Soják
- Potentilla × boreocaucasica Kechaykin
- Potentilla × burjatica Soják
- Potentilla × chalchorum Soják
- Potentilla × chemalensis Kechaykin
- Potentilla × collina Wibel
- Potentilla × concinniformis Rydb.
- Potentilla × daghestanica Soják
- Potentilla × decipiens Jord. ex Verl.
- Potentilla × diskleii Naruh.
- Potentilla × diversifolia Lehm.
- Potentilla × gabarae Kołodziejek
- Potentilla × gilgitica Shah & Wilcock
- Potentilla × gorodkovii Jurtzev
- Potentilla × grandiloba Shah & Wilcock
- Potentilla × habievii Kechaykin
- Potentilla × hara-kurosawae (Naruh. & M.Sugim.) H.Ohashi
- Potentilla × ibrahimiana Maire
- Potentilla × insularis Soják
- Potentilla × intermedia L.
- Potentilla × italica Lehm.
- Potentilla × jakovlevii Kechaykin & Shmakov
- Potentilla × kerneri Borbás
- Potentilla × lenae Soják
- Potentilla × macropoda Soják
- Potentilla × masakii Naruh.
- Potentilla × mixta Nolte ex Rchb.
- Potentilla × musashinoana Makino
- Potentilla × mutabilis Soják
- Potentilla × nebulosa Danihelka & Soják
- Potentilla × nudicaulis Willd. ex D.F.K.Schltdl.
- Potentilla × okensis Petunn.
- Potentilla × omissa Soják
- Potentilla × pedersenii (Rydb.) Rydb.
- Potentilla × petrovskyi Soják
- Potentilla × prostrata Rottb.
- Potentilla × safronovae Jurtzev & Soják
- Potentilla × scholziana Callier
- Potentilla × semiargentea Borbás ex Zimmeter
- Potentilla × subdigitata .Li
- Potentilla × suberecta ur
- Potentilla × tikhomirovii {{mida|1=
- Potentilla × tobolensis Th.Wolf ex Pavlov
- Potentilla × tolmatchevii Jurtzev & Soják
- Potentilla × tschaunensis Juz. ex Jurtzev
- Potentilla × uschakovii Jurtzev
- Potentilla × vanzhilii Gundegmaa & Kechaykin
- Potentilla × villosula Jurtzev
- Potentilla × yamanakae (Naruh.) Naruh.